# Letrouitia parabola
Letrouitia parabola är en lavart som först beskrevs av William Nylander och fick sitt nu gällande namn av R. Sant. & Joseph Hafellner. 
Letrouitia parabola ingår i släktet Letrouitia och familjen Letrouitiaceae.   Inga underarter finns listade i Catalogue of Life.